# Blanchinus (månekrater)
Blanchinus er et nedslagskrater på Månen. Det befinder sig i det forrevne sydlige højland på Månens forside og er opkaldt efter den italienske astronom Giovanni Bianchini (1410 – ca. 1469).
Navnet blev officielt tildelt af den Internationale Astronomiske Union (IAU) i 1935. 
Observation af krateret rapporteredes første gang i 1645 af Michael Florent van Langren.

## Omgivelser
Lige syd for Blanchinus ligger Wernerkrateret, og La Caille er forbundet med den nordvestlige rand. Vest for krateret ligger det fremtrædende Purbachkrater.

## Karakteristika
Blanchinuskraterets ydre rand har lidt betydeligt under senere nedslag, som har efterladt den som en irregulær, indskåret ring af forrevne bakker og højderygge. I modsætning hertil er den indre kraterbund næsten flad og uden særlige nedslag. Der findes kun nogle få småkratere, hvoraf "Blanchinus M" ligger nær kratermidten og resten nær den sydvestlige rand.

## Satellitkratere
De kratere, som kaldes satellitter, er små kratere beliggende i eller nær hovedkrateret. Deres dannelse er sædvanligvis sket uafhængigt af dette, men de får samme navn som hovedkrateret med tilføjelse af et stort bogstav. På kort over Månen er det en konvention at identificere dem ved at placere dette bogstav på den side af satellitkraterets midte, som ligger nærmest hovedkrateret. Blanchinuskrateret har følgende satellitkratere:
| Blanchinus | Længde  | Bredde | Diameter |
| ---------- | ------- | ------ | -------- |
| B          | 25,2° S | 1,6° Ø | 8 km     |
| D          | 25,0° S | 4,2° Ø | 7 km     |
| K          | 24,8° S | 5,1° Ø | 9 km     |
| M          | 25,2° S | 2,6° Ø | 5 km     |

## Måneatlas
- Billeder af Blanchinuskrateret i LPI-måneatlasset